# Atherinomorus
Atherinomorus és un gènere de peixos pertanyent a la família dels aterínids.

## Descripció
- Cos escatat i més robust en comparança amb el d'Atherina.
- Cap amb escates, amb el perfil superior recte i amb una cresta òssia a la part de dalt.
- Ulls grossos.
- Mandíbula superior no extensible i amb l'os frontal (premaxil·la) estenent-se més enllà de la vora frontal de l'ull.
- Llavi inferior amb dents petites apuntant cap a la banda de fora.
- Espines branquials llargues i primes.
- Preopercle amb una esquerda distintiva en el marge frontal.
- Aleta dorsal amb 4-7 espines flexibles.
- L'origen de la primera aleta dorsal es troba molt abans de l'origen de l'anal (per darrere de l'origen de la pectoral i per damunt o darrere dels extrems de les pèlviques).
- Aletes pèlviques inserides més a prop de la base de la pectoral que de l'origen de l'aleta anal.
- Escates verticalment allargades.
- Les bases dels radis de les aletes dorsal, anal i pectoral no tenen escates.
- Escates grans per sota de la base de la pectoral i a l'opercle.[2][3]

## Distribució geogràfica
Es troba a les aigües tropicals de l'Atlàntic occidental, l'Índic i el Pacífic.

## Estat de conservació
Només Atherinomorus lineatus i Atherinomorus stipes apareixen a la Llista Vermella de la UICN.

## Taxonomia
- Atherinomorus aetholepis (Kimura, Iwatsuki & Yoshino, 2002)[5]
- Atherinomorus balabacensis (Seale, 1910)
- Atherinomorus capricornensis (Woodland, 1961)
- Atherinomorus duodecimalis (Valenciennes, 1835)[6][7]
- Atherinomorus endrachtensis (Quoy & Gaimard, 1825)[8]
- Atherinomorus insularum (Jordan & Evermann, 1903)[9]
- Atherinomorus lacunosus (Forster, 1801)[10]
- Atherinomorus lineatus (Günther, 1872)
- Atherinomorus regina  (Seale, 1910)[11]
- Atherinomorus stipes (Müller & Troschel, 1848)[12]
- Atherinomorus vaigiensis (Quoy & Gaimard, 1825)[13][14][15][16][17][18][19][20]